# Microcos ledermannii
Microcos ledermannii är en malvaväxtart som beskrevs av Karl Ewald Maximilian Burret. Microcos ledermannii ingår i släktet Microcos och familjen malvaväxter. Inga underarter finns listade i Catalogue of Life.